# Reitwein
Reitwein là một đô thị thuộc huyện Märkisch-Oderland, bang Brandenburg, Đức.

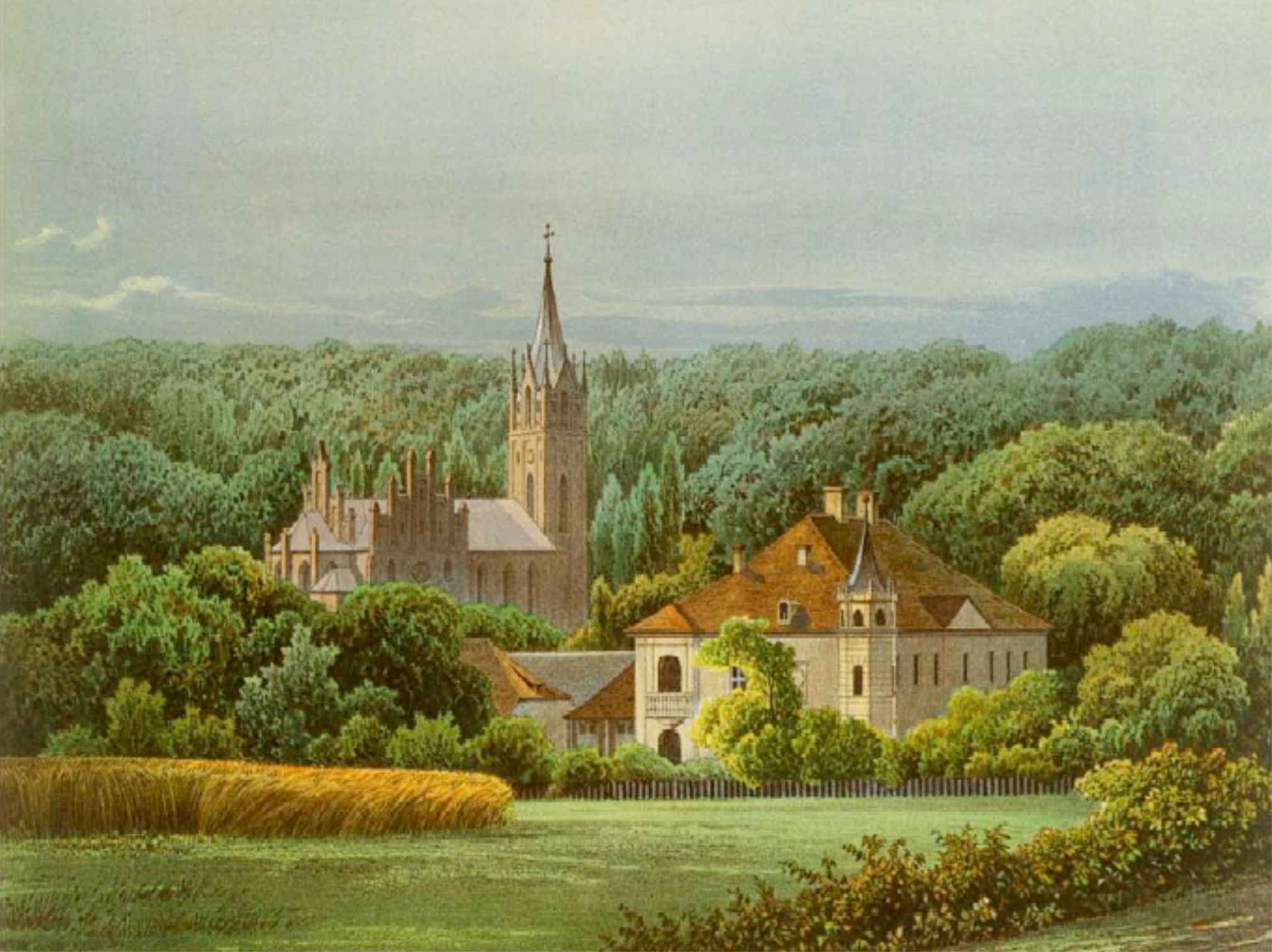
Stülerchurch with palace Reitwein, around 1860, edition by Alexander Duncker